# 변형 함자
수학에서, 변형 함자(變形函子, 영어: deformation functor)는 어떤 수학적 대상의 변형을 나타내는 함자이다. 이러한 함자의 연구를 변형 이론(變形理論, 영어: deformation theory)이라고 한다. 변형 함자의 정의역 범주의 원소는 국소 아르틴 가환환인데, 이는 어떤 점의 ‘무한소 근방’으로 해석할 수 있다. 변형 함자 {\displaystyle F}의, 어떤 아르틴 가환환 {\displaystyle A}에 대한 값 {\displaystyle F(A)}는 다루고자 하는 대상의, {\displaystyle A} 위의 가능한 변형들의 집합이다. 쌍대적으로, 이는 이러한 국소 아르틴 아핀 스킴들의 범주 위의 준층으로 여길 수 있다. 일부 경우, 이 준층은 어떤 스킴으로 표현될 수 있다. 그러나 일반적으로는 이러한 모듈러스 스킴이 존재하지 않을 수 있다.

## 정의

### 국소 아르틴 가환환의 범주
체 {\displaystyle k} 위의 대수이며, 자명환이 아닌 아르틴 국소환 {\displaystyle (A,{\mathfrak {m}})}이 주어졌다고 하자. 이는 벡터 공간으로서 유한 차원이며, 이러한 환의 (유일한) 극대 아이디얼 {\displaystyle {\mathfrak {m}}}의 모든 원소는 멱영원이다. 특히, 이러한 환 {\displaystyle A}는 항상 완비 국소환이다. 이러한 가환환은 항상 다음과 같은 꼴로 나타내어진다.
{\displaystyle A=k[x_{1},x_{2},\dotsc ,x_{m}]/(x_{1}^{n_{1}},x_{2}^{n_{2}},\dotsc ,x_{m}^{n_{m}},p_{1},p_{2},\dotsc ,p_{r})}
{\displaystyle p_{1},\dotsc ,p_{r}\in k[x_{1},\dotsc ,x_{m}]}
{\displaystyle p_{i}(0,0,\dotsc ,0)=0\in k\qquad \forall i\in \{1,\dotsc ,r\}}
{\displaystyle {\mathfrak {m}}=(x_{1},x_{2},\dotsc ,x_{m})\subsetneq A}
또한, {\displaystyle A}의 스펙트럼 {\displaystyle \operatorname {Spec} A}은 위상 공간으로서 한원소 공간이다. 예를 들어, 체 {\displaystyle k}가 주어졌을 때 {\displaystyle k[x]/(x^{2})}는 이러한 꼴의 가환환이며, 극대 아이디얼은 {\displaystyle {\mathfrak {m}}=(x)}이다.
체 {\displaystyle k}에 대하여, 범주 {\displaystyle \operatorname {LocArt} (k)}를 다음과 같이 정의하자.
- {\displaystyle \operatorname {LocArt} _{k}}의 대상 {\displaystyle i\colon k\to A}은 {\displaystyle k}를 정의역으로, 어떤 국소 아르틴 가환환 {\displaystyle (A,{\mathfrak {m}})}을 공역으로 하는 환 준동형 가운데, {\displaystyle k\to A\to A/{\mathfrak {m}}}가 환의 동형 사상을 이루는 것이다.
- {\displaystyle \operatorname {LocArt} _{k}}의 사상 {\displaystyle (A,{\mathfrak {m}}_{A},i_{A})\to (B,{\mathfrak {m}}_{B},i_{B})}은 구조 사상과 호환되는 환 준동형 {\displaystyle f\colon A\to B}이다. 즉, {\displaystyle f\circ i_{A}=i_{B}}이어야 한다.

이 범주에서, {\displaystyle (k,{\mathfrak {m}}_{k}=(0),\operatorname {id} _{k})}는 영 대상을 이룬다. 이 범주에서, 두 대상 {\displaystyle A}, {\displaystyle B}의 곱 {\displaystyle A\times _{\operatorname {LocArt} (k)}B}는 곱집합과 다르며, 구체적으로
{\displaystyle (A,{\mathfrak {m}}_{A},i_{A})\times _{\operatorname {LocArt} (k)}(B,{\mathfrak {m}}_{B},i_{B})=\{(a,b)\in A\times _{\operatorname {Set} }B\colon i_{A}^{-1}(a+{\mathfrak {m}}_{A})=i_{B}^{-1}(b+{\mathfrak {m}}_{B})\}}
이다. (여기서 {\displaystyle \times _{\operatorname {Set} }}은 곱집합을 뜻한다.) 이 위의 가환환 구조는 가환환의 직접곱 {\displaystyle A\times _{\operatorname {CRing} }B}의 부분환으로서 주어진다.
보다 일반적으로, 세 대상 {\displaystyle A,B,C} 및 사상 {\displaystyle A{\xrightarrow {f}}C{\xleftarrow {g}}B}이 주어졌을 때, 올곱
{\displaystyle A\times _{C}B=\{(a,b)\in A\times _{\operatorname {Set} }B\colon f(a)=g(b)\}}
이 존재한다.:209
이 범주에서, 대상 {\displaystyle A=k[x]/(x^{2})}을 생각하자. 이 경우,
{\displaystyle A\times A\cong k[x,y]/(x^{2},y^{2},xy)}
이다. 표준적인 환 준동형
{\displaystyle A\times A\to A}
{\displaystyle (a+bx+cy)\mapsto (a+(b+c)x)}
을 통해, 이는 군 대상을 이루며, 이는 아벨 군 대상이다.

### 작은 농화
두 국소 아르틴 가환환
{\displaystyle (A,{\mathfrak {m}})}
{\displaystyle (A',{\mathfrak {m}}')}
사이의 환 준동형
{\displaystyle f\colon A\to A'}
이 다음 조건들을 모두 만족시킨다면, 작은 농화(-濃化, 영어: small thickening)라고 한다.
- 전사 함수이다.
- {\displaystyle \ker f}는 {\displaystyle A'}의 주 아이디얼이다.
- {\displaystyle (\ker f){\mathfrak {m}}'=0}이다.

이에 따라, {\displaystyle \ker f}는 1차원 {\displaystyle A/{\mathfrak {m}}}-벡터 공간이다. 예를 들어, 체 {\displaystyle k} 및 양의 정수 {\displaystyle n}에 대하여
{\displaystyle k[x]/(x^{n+1})\to k[x]/(x^{n})}
은 작은 농화이다.
두 국소 아르틴 가환환 사이의 모든 전사 환 준동형은 (유한 개의) 작은 농화들의 합성으로 표현될 수 있다.

### 변형 함자
체 {\displaystyle k}가 주어졌을 때, {\displaystyle \operatorname {LocArt} (k)}에서 집합과 함수의 범주 {\displaystyle \operatorname {Set} }로 가는 함자
{\displaystyle F\colon \operatorname {LocArt} (k)\to \operatorname {Set} }
가 주어졌다고 하자.
그렇다면, {\displaystyle \operatorname {LocArt} (k)} 속의 두 환 준동형 {\displaystyle B\to A\leftarrow C}에 대하여, 올곱의 보편 성질에 의하여 함수
{\displaystyle g\colon F(B\times _{A}C)\to F(B)\times _{F(A)}F(C)}
가 표준적으로 존재한다.
이에 대하여, 다음과 같은 조건들을 가할 수 있다.
- (H0) 집합 {\displaystyle F(k)}는 한원소 집합이다.
  - 여기서 {\displaystyle F(k)}의 유일한 원소는 변형하고픈 대상을 뜻한다.
- (H1) 만약 {\displaystyle C\to A}가 작은 농화라면, {\displaystyle g}가 전사 함수이다.
- (H2) 만약 {\displaystyle A=k}이며, {\displaystyle C=k[x]/(x^{2})}라면, {\displaystyle g}가 전단사 함수이다.
- (H4) 만약 {\displaystyle C\to A}가 작은 농화이며 {\displaystyle B\to A}가 동형 사상이라면, {\displaystyle g}가 전단사 함수이다.

(H0), (H1), (H2) 조건들을 만족시키는 함자 {\displaystyle F}를 변형 함자라고 한다. (만약 H0이 성립한다면, 이를 준변형 함자 영어: pre-deformation functor라고 한다.)

## 성질

### 접공간
변형 함자 {\displaystyle F}가 주어졌다고 하자. 그렇다면, 집합 {\displaystyle F(k[x]/(x^{2}))}를 생각하자. 이 위에, 다음과 같은 {\displaystyle k}-벡터 공간 구조를 정의할 수 있다.
{\displaystyle \alpha v=F(\sigma _{\alpha })v\qquad \forall \alpha \in k,\;v\in F(k[x]/(x^{2}))}
{\displaystyle v+w=F(\mu )g^{-1}(v,w)}
여기서
{\displaystyle \sigma _{\alpha }\colon k[x]/(x^{2})\to k[x]/(x^{2})}
{\displaystyle \sigma _{\alpha }\colon x\mapsto \alpha x}
는 국소 아르틴 가환환의 자기 사상이며,
{\displaystyle g\colon F(k[x]/(x^{2})\times k[x]/(x^{2}))\to F(k[x]/(x^{2}))\times F(k[x]/(x^{2}))}
는 (H2) 공리에 따라 존재하는 전단사 함수이며,
{\displaystyle \mu \colon k[x]/(x^{2})\times k[x]/(x^{2})\to k[x]/(x^{2})}
는 {\displaystyle k[x]/(x^{2})} 위의 군 대상 구조이다.
이 경우, 벡터 공간 {\displaystyle F(k[x]/(x^{2}))}를 변형 함자 {\displaystyle F}의 접공간(接空間, 영어: tangent space)이라고 한다.

### 표현 가능성
변형 함자 {\displaystyle F\colon \operatorname {LocArt} (k)\to \operatorname {Set} }가 주어졌다고 하자. {\displaystyle \operatorname {ComplLocNoeth} (k)}가 {\displaystyle k}-대수 가운데, 완비 국소환이며 뇌터 가환환인 것들의 범주라고 하자. 그렇다면, 임의의 완비 국소 뇌터 {\displaystyle k}-대수 {\displaystyle (A,{\mathfrak {m}})}에 대하여, 다음을 정의할 수 있다.
{\displaystyle {\hat {F}}(A)=\varprojlim _{n\to \infty }F(A/{\mathfrak {m}}^{n})}
여기서 유한한 {\displaystyle n\in \mathbb {N} }에 대하여 {\displaystyle A/{\mathfrak {m}}^{n}}이 국소 아르틴 가환환이므로, 우변은 잘 정의된다. 이는 함자
{\displaystyle {\hat {F}}\colon \operatorname {ComplLocNoeth} (k)\to \operatorname {Set} }
를 정의한다.
이 경우, 다음 두 조건이 서로 동치이다.
- {\displaystyle {\hat {F}}}가 표현 가능 함자이다.
- (H4)가 성립하며, 접공간이 유한 차원 {\displaystyle k}-벡터 공간이다.

## 예
대수적으로 닫힌 체 {\displaystyle k} 위의 매끄러운 대수다양체 {\displaystyle X_{0}}가 주어졌다고 하자. 그렇다면, 다음과 같은 데이터를 생각하자.
- 국소 아르틴 {\displaystyle k}-대수 {\displaystyle A}
- 스킴 {\displaystyle X_{A}}
- 평탄 사상 {\displaystyle X_{A}\to \operatorname {Spec} A}
- 스킴 사상 {\displaystyle X_{0}\to X}

이 데이터에 대하여, 다음 조건들을 생각하자.
- 다음 네모가 가환 그림을 이룬다.
{\displaystyle {\begin{matrix}X_{0}&\to &X_{A}\\\downarrow &&\downarrow \\\operatorname {Spec} k&\to &\operatorname {Spec} A\end{matrix}}}
- 이 네모로부터, 올곱의 보편 성질로 정의되는 사상 {\displaystyle X_{0}\to X_{A}\times _{\operatorname {Spec} A}\operatorname {Spec} k}는 스킴의 동형 사상이다. (다시 말해, ‘원점’에서 — 아무런 변형을 가하지 않았을 때 — 값은 원래 대수다양체 {\displaystyle X_{0}}이다.)

그렇다면, {\displaystyle F(A)}가 위 조건을 만족시키는 모든 데이터들의 집합이라고 하자. 이 경우, {\displaystyle F}는 변형 함자를 이룬다. 이 변형 함자의 접공간은
{\displaystyle \operatorname {H} ^{1}(X_{0},\mathrm {T} X_{0})}
이다.

## 역사
변형 함자의 개념은 1968년에 존 마이클 슐레싱어(영어: John Michael Schlessinger)가 도입하였다.